# 용인시청 축구단
용인 시청 FC(Yongin City Government Football Club)는 대한민국 경기도 용인시에 있었던 축구 선수단이다. 용인시축구센터가 운영해던 남자 세미프로 축구단이며, 2010년에 창단되었고 2016년에 해단되었다. 2010년부터 2016년까지 내셔널리그 소속으로 참가했다.

## 역사
2009년 12월 18일에 내셔널리그 참가가 승인되었다. 용인시청이 10개 팀 중 최하위로 2016 시즌을 마감했고, 이에 용인시는 성적 부진을 이유로 들어 해체 사실을 통보하였다.